# Москворечье (станция метро)
«Москворе́чье» — строящаяся станция Бирюлёвской линии Московского метрополитена. Будет расположена в районе Москворечье-Сабурово на Каширском шоссе на месте бывшего стадиона «Динамо-2», в 1 км к северо-западу от одноимённой платформы МЦД-2. Её открытие запланировано на 2028 год. Будет второй станцией на территории района Москворечье-Сабурово и первой, находящейся исключительно на территории данного района.

## Название станции
10 августа 2022 года мэр Москвы Сергей Собянин утвердил название станции «Москворечье», при этом при принятии решения учитывалось мнение проголосовавших на портале «Активный гражданин». На первом этапе голосования, который прошёл с 27 декабря по 15 февраля 2022 года, все желающие могли предложить свои варианты названий. На втором этапе, прошедшем с 30.03.2022 по 11.05.2022, голосование было между тремя самыми популярными вариантами из первого этапа: «Москворечье», «Дьяково» («сохраняющее исторический топоним» по поселению Дьяково городище, ныне — части Коломенского) и «Заповедная». За вариант «Москворечье» проголосовало 93 тысячи человек из почти 192 тысяч (48 %).